# Graudenwald
Der Graudenwald war ein Urwald zwischen Pregel und Memel. 
Der Wald bestand aus Sumpfeichen, Erlen, Birken und dichtem, dornigem Gestrüpp. Er war durchzogen von den Flussläufen Ossat, Schillup, Buduppe (Trappenfließ) und Arge. Um 1354 entstand der älteste Handelsweg durch den Grauden zwischen Insterburg, Kraupischken und Ragnit. 1377 durchquerte Marschall Gottfried von Linden mit Herzog Albrecht von Österreich und seinem Heer von 30.000 Mann den Grauden auf ihrem Rückweg von Ragnit nach Königsberg. 1384 führte ein erster Weg, der 43. Ordensweg, durch den Grauden, durch die späteren Orte des Kirchspiels der Kirche Jurgaitschen wie Skattegirren, Wittgirren, Schaulwethen, Budopönen, Oschnaggern, Lieparten, Argeningken-Graudszen und Taurothenen sowie über die Tilse nach Ragnit. Peter Suchenwirt, der ihn mit eigenen Augen sah, beschrieb ihn als kaum durchdringliche Wildnis.
Wigand von Marburg kennt noch einen zweiten Grauden im Land Geysow (Gojzew; östlich der Mündung der Dubissa in die Memel). 